# Schaatsen op de Olympische Winterspelen 2014 - Ploegenachtervolging vrouwen
De ploegenachtervolging vrouwen op de Olympische Winterspelen 2014 vond plaats op 21 en 22 februari 2014 in de Adler Arena in Sotsji, Rusland. De kwartfinales werden gereden op 21 februari en de halve finale en finale op 22 februari.
De Nederlandse vrouwen reden onbedreigd naar de olympische titel en finishte elke race minimaal 4 seconden voor de tegenstanders. Ze reden ook in elke race een olympische record wat ze steeds aanscherpten. De Poolse vrouwen namen genoegen met het zilver en gaven geen partij aan Nederland in de finale. Het brons was voor Rusland.

## Records
Records voor aanvang van de Spelen van 2014
| Titelverdediger  | Daniela Anschütz Stephanie Beckert Anni Friesinger Katrin Mattscherodt | Duitsland | 3.02,82 (finale) | Vancouver |
| Wereldrecord     | Kristina Groves Christine Nesbitt Brittany Schussler                   | CAN       | 2.55,79          | Calgary   |
| Olympisch record | Kristina Groves Cindy Klassen Christine Nesbitt                        | CAN       | 3.01,24          | Turijn    |

## Wedstrijden

### Kwartfinale
Resultaten en deelnemers volgens Sochi2014.
| Schaatsers                                                      | Land | Tijd       | – | Schaatsers                                             | Land | Tijd    |
| --------------------------------------------------------------- | ---- | ---------- | - | ------------------------------------------------------ | ---- | ------- |
| Kali Christ / Christine Nesbitt / Brittany Schussler            | CAN  | 3.02,06    | - | Olga Graf / Jekaterina Lobysjeva / Joelia Skokova      | RUS  | 3.01,53 |
| Katarzyna Bachleda-Curuś / Natalia Czerwonka / Luiza Złotkowska | POL  | 3.02,12    | - | Hege Bøkko / Mari Hemmer / Ida Njåtun                  | NOR  | 3.05,13 |
| Misaki Oshigiri / Maki Tabata / Nana Takagi                     | JPN  | 3.03,99    | - | Kim Bo-reum / Noh Seon-yeong / Yang Shin-young         | KOR  | 3.05,28 |
| Lotte van Beek / Jorien ter Mors / Ireen Wüst                   | NED  | 2.58,61 OR | - | Brittany Bowe / Heather Richardson / Jilleanne Rookard | USA  | 3.02,21 |

### Halve finale
| Schaatsers                                       | Land | Tijd    | – | Schaatsers                                                      | Land | Tijd       |
| ------------------------------------------------ | ---- | ------- | - | --------------------------------------------------------------- | ---- | ---------- |
| Olga Graf / Jekaterina Sjichova / Joelia Skokova | RUS  | 3.02,09 | - | Katarzyna Bachleda-Curuś / Natalia Czerwonka / Luiza Złotkowska | POL  | 3.00.60    |
| Ayaka Kikuchi / Misaki Oshigiri / Nana Takagi    | JPN  | 3.10,19 | - | Marrit Leenstra / Jorien ter Mors / Ireen Wüst                  | NED  | 2.58,43 OR |

### Finales
| Finale | Schaatsers                                        | Land | Tijd       | – | Schaatsers                                                      | Land | Tijd    |
| ------ | ------------------------------------------------- | ---- | ---------- | - | --------------------------------------------------------------- | ---- | ------- |
| A      | Marrit Leenstra / Jorien ter Mors / Ireen Wüst    | NED  | 2.58,05 OR | - | Katarzyna Bachleda-Curuś / Katarzyna Woźniak / Luiza Złotkowska | POL  | 3.05,55 |
| B      | Olga Graf / Jekaterina Lobysjeva / Joelia Skokova | RUS  | 2.59,73    | - | Misaki Oshigiri / Maki Tabata / Nana Takagi                     | JPN  | 3.02,57 |
| C      | Ivanie Blondin / Kali Christ / Brittany Schussler | CAN  | 3.02,04    | - | Brittany Bowe / Heather Richardson / Jilleanne Rookard          | USA  | 3.03,77 |
| D      | Hege Bøkko / Camilla Farestveit / Ida Njåtun      | NOR  | 3.08,35    | - | Kim Bo-reum / Noh Seon-yeong / Yang Shin-young                  | KOR  | 3.11,54 |

## Uitslag
| #      | Land       | Finaletijd |
| ------ | ---------- | ---------- |
| Goud   | Nederland  | 2.58,05 OR |
| Zilver | Polen      | 3.05,55    |
| Brons  | Rusland    | 2.59,73    |
| 4      | Japan      | 3.02,57    |
| 5      | Canada     | 3.02,04    |
| 6      | USA        | 3.03,77    |
| 7      | Noorwegen  | 3.08,35    |
| 8      | Zuid-Korea | 3.11,54    |

2006 · 
2010 · 
2014 ·
2018 ·
2022